# Vir-e-Hind
El Vir-e-Hind (Guerrer de l'Índia) fou una condecoració militar que atorgava el Govern d'Azad Hind.